# Pasquale Anfossi

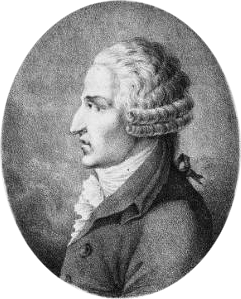
Pasquale Anfossi.

Pasquale Anfossi, född 5 april 1727, död 2 februari 1797, var en italiensk kompositör.

## Biografi
Anfossi var elev till Niccolò Piccinni, och skrev talrika operor; musikforskaren Dassori uppräknar titlarna på 47 stycken. Ett handskivet orkesterpartitur, Eifersucht auf der Probe (1755), finns i Preben Nodermanns bibliotek i Lund, ett annat La forza delle donne (1780), i Musikaliska akademiens bibliotek i Stockholm.
Anfossis buffaoperor var av viss betydelse för Mozarts dramatiska stil.